# Einsteinium
Einsteinium is een scheikundig element met symbool Es en atoomnummer 99. Het is een glanzend, zilverwit actinoïde. In zuivere vorm is het een sterk radioactief, zwaar metaal.

## Ontdekking
In 1952 is einsteinium voor het eerst geïdentificeerd door Albert Ghiorso van de Universiteit van Californië - Berkeley en G.R. Choppin van het Los Alamos National Laboratory. Beide teams deden onderzoek naar puin dat was achtergebleven na de eerste test met waterstofbommen (Operation Ivy). Zij ontdekten de isotoop 253Es die was ontstaan uit de fusie van een uraniumkern met 15 neutronen. Vanwege de Koude Oorlog werden de bevindingen geheimgehouden tot 1955.
In 1961 was er voldoende einsteinium geproduceerd voor verder onderzoek. 253Es werd onder andere gebruikt om mendelevium te produceren. Later werd in de hoge-fluxreactor in Tennessee ook einsteinium geproduceerd uit plutonium.
Einsteinium is genoemd naar Albert Einstein.

## Toepassingen
Van einsteinium zijn geen toepassingen bekend, behalve, zoals gezegd, als tussenstadium bij de productie van mendelevium.

## Opmerkelijke eigenschappen
Onderzoek heeft aangetoond dat einsteinium de eigenschappen heeft die typerend zijn voor een zwaar drievalent actinoïde.

## Verschijning
Op aarde komt einsteinium van nature niet voor. Het kan in kernreactoren op kunstmatige wijze worden geproduceerd.

## Isotopen
| Stabielste isotopen | Stabielste isotopen | Stabielste isotopen | Stabielste isotopen | Stabielste isotopen | Stabielste isotopen |
| Iso                 | RA (%)              | Halveringstijd      | VV                  | VE (MeV)            | VP                  |
| ------------------- | ------------------- | ------------------- | ------------------- | ------------------- | ------------------- |
| 252Es               | syn                 | 471,7 d             | α                   | 6,760               | 248Bk               |
| 253Es               | syn                 | 20,47 d             | α                   | 6,739               | 249Bk               |
| 254Es               | syn                 | 275,7 d             | α                   | 6,618               | 250Bk               |
| 255Es               | syn                 | 39,8 d              | α                   | 5,200               | 251Bk               |

Er zijn 17 einsteiniumisotopen bekend. 252Es is daarvan met een halveringstijd van 471,7 dagen het stabielst. Andere relatief langlevende isotopen zijn 254Es en 255Es met halveringstijden van respectievelijk 275,7 en 39,8 dagen. De overige isotopen hebben halveringstijden van minder dan 40 uur.

## Toxicologie en veiligheid
Over de toxicologie van einsteinium is niets bekend.